# Низас (Жер)
Низа́с (фр. Nizas) — коммуна во Франции, находится в регионе Юг — Пиренеи. Департамент — Жер. Входит в состав кантона Саматан. Округ коммуны — Ош.
Код INSEE коммуны — 32295.

## География

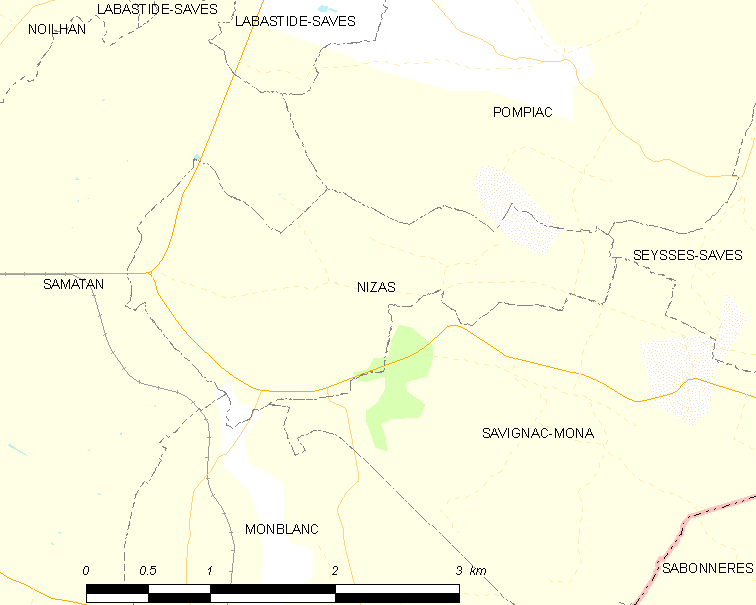
Карта коммуны

Коммуна расположена приблизительно в 610 км к югу от Парижа, в 38 км западнее Тулузы, в 38 км к юго-восточнее от Оша.

## Климат
Климат умеренно-океанический. Лето жаркое и немного дождливое, температура часто превышает 35 °С. Зимой часто бывает отрицательная температура и ночные заморозки. Годовое количество осадков — 700—900 мм.

## Население
Население коммуны на 2010 год составляло 159 человек.
| 1962 | 1968 | 1975 | 1982 | 1990 | 1999 | 2010 |
| ---- | ---- | ---- | ---- | ---- | ---- | ---- |
| 111  | 98   | 91   | 103  | 98   | 78   | 159  |

## Администрация
| Период | Период | Фамилия     | Партия       | Примечания |
| ------ | ------ | ----------- | ------------ | ---------- |
| 2008   | 2020   | Дидье Ларьё | беспартийный |            |

## Экономика
В 2010 году среди 91 человека трудоспособного возраста (15-64 лет) 66 были экономически активными, 25 — неактивными (показатель активности — 72,5 %, в 1999 году было 75,5 %). Из 66 активных жителей работали 57 человек (28 мужчин и 29 женщин), безработных было 9 (1 мужчина и 8 женщин). Среди 25 неактивных 3 человека были учениками или студентами, 15 — пенсионерами, 7 были неактивными по другим причинам.